# Gran Premio motociclistico d'Australia 2017
Il Gran Premio motociclistico d'Australia 2017 è stato la sedicesima prova del motomondiale del 2017 disputatosi il 22 ottobre 2017 presso il circuito di Phillip Island.
Nelle tre gare si sono imposti: Marc Márquez su Honda nella MotoGP, Miguel Oliveira su KTM in Moto2 e Joan Mir su Honda in Moto3.

## MotoGP
Già partito dalla pole position, lo spagnolo Marc Márquez ottiene il suo sesto successo stagionale, precedendo l'accoppiata di piloti della Yamaha ufficiale, rispettivamente Valentino Rossi e Maverick Viñales, ripetendo curiosamente lo stesso podio di piloti dell'anno precedente.
Con questo successo Márquez allunga nuovamente in classifica mondiale rispetto ad Andrea Dovizioso, giunto al tredicesimo posto in questa gara.

### Arrivati al traguardo
| Pos. | Nº | Pilota           | Squadra                     | Motocicletta       | Giri | Tempo     | Griglia | Punti |
| ---- | -- | ---------------- | --------------------------- | ------------------ | ---- | --------- | ------- | ----- |
| 1º   | 93 | Marc Márquez     | Repsol Honda                | Honda RC213V       | 27   | 40'49.720 | 1º      | 25    |
| 2º   | 46 | Valentino Rossi  | Movistar Yamaha             | Yamaha YZR-M1      | 27   | +1.779    | 7º      | 20    |
| 3º   | 25 | Maverick Viñales | Movistar Yamaha             | Yamaha YZR-M1      | 27   | +1.826    | 2º      | 16    |
| 4º   | 5  | Johann Zarco     | Monster Yamaha Tech 3       | Yamaha YZR-M1      | 27   | +1.842    | 3º      | 13    |
| 5º   | 35 | Cal Crutchlow    | LCR Honda                   | Honda RC213V       | 27   | +3.845    | 10º     | 11    |
| 6º   | 29 | Andrea Iannone   | Suzuki Ecstar               | Suzuki GSX-RR      | 27   | +3.871    | 4º      | 10    |
| 7º   | 43 | Jack Miller      | Marc VDS Racing             | Honda RC213V       | 27   | +5.619    | 5º      | 9     |
| 8º   | 42 | Álex Rins        | Suzuki Ecstar               | Suzuki GSX-RR      | 27   | +12.208   | 13º     | 8     |
| 9º   | 44 | Pol Espargaró    | Red Bull KTM Factory Racing | KTM RC16           | 27   | +16.251   | 6º      | 7     |
| 10º  | 38 | Bradley Smith    | Red Bull KTM Factory Racing | KTM RC16           | 27   | +16.262   | 9º      | 6     |
| 11º  | 45 | Scott Redding    | Octo Pramac Racing          | Ducati Desmosedici | 27   | +21.652   | 20º     | 5     |
| 12º  | 26 | Daniel Pedrosa   | Repsol Honda                | Honda RC213V       | 27   | +21.668   | 12º     | 4     |
| 13º  | 4  | Andrea Dovizioso | Ducati Team                 | Ducati Desmosedici | 27   | +21.692   | 11º     | 3     |
| 14º  | 17 | Karel Abraham    | Pull&Bear Aspar             | Ducati Desmosedici | 27   | +26.110   | 15º     | 2     |
| 15º  | 99 | Jorge Lorenzo    | Ducati Team                 | Ducati Desmosedici | 27   | +26.168   | 16º     | 1     |
| 16º  | 53 | Esteve Rabat     | EG 0,0 Marc VDS             | Honda RC213V       | 27   | +26.252   | 14º     |       |
| 17º  | 19 | Álvaro Bautista  | Pull&Bear Aspar             | Ducati Desmosedici | 27   | +36.377   | 22º     |       |
| 18º  | 76 | Loris Baz        | Reale Avintia Racing        | Ducati Desmosedici | 27   | +39.654   | 17º     |       |
| 19º  | 22 | Sam Lowes        | Aprilia Racing Team Gresini | Aprilia RS-GP      | 27   | +40.400   | 23º     |       |
| 20º  | 8  | Héctor Barberá   | Reale Avintia Racing        | Ducati Desmosedici | 27   | +45.901   | 19º     |       |
| 21º  | 9  | Danilo Petrucci  | Octo Pramac Racing          | Ducati Desmosedici | 27   | +48.768   | 18º     |       |
| 22º  | 23 | Broc Parkes      | Monster Yamaha Tech 3       | Yamaha YZR-M1      | 27   | +57.711   | 21º     |       |

### Ritirato
| Nº | Pilota          | Squadra                     | Motocicletta  | Giri | Griglia |
| -- | --------------- | --------------------------- | ------------- | ---- | ------- |
| 41 | Aleix Espargaró | Aprilia Racing Team Gresini | Aprilia RS-GP | 7    | 8º      |

## Moto2
La pole position è stata ottenuta da Mattia Pasini, la cui corsa si è però interrotta poco dopo la partenza; la vittoria, prima per lui nella classe, è stata del pilota portoghese Miguel Oliveira in sella alla KTM. Anche per la casa motociclistica austriaca si è trattato della prima vittoria in Moto2.

### Arrivati al traguardo
| Pos. | Nº | Pilota              | Squadra                    | Motocicletta       | Giri | Tempo     | Griglia | Punti |
| ---- | -- | ------------------- | -------------------------- | ------------------ | ---- | --------- | ------- | ----- |
| 1    | 44 | Miguel Oliveira     | Red Bull KTM Ajo           | KTM                | 25   | 39'25.920 | 3º      | 25    |
| 2    | 41 | Brad Binder         | Red Bull KTM Ajo           | KTM                | 25   | +2,974    | 4º      | 20    |
| 3    | 21 | Franco Morbidelli   | EG 0,0 Marc VDS            | Kalex              | 25   | +3,846    | 5º      | 16    |
| 4    | 2  | Jesko Raffin        | Garage Plus Interwetten    | Kalex              | 25   | +7,348    | 9º      | 13    |
| 5    | 97 | Xavi Vierge         | Tech 3 Racing              | Tech 3 Mistral 610 | 25   | +7,403    | 12º     | 11    |
| 6    | 73 | Álex Márquez        | EG 0,0 Marc VDS            | Kalex              | 25   | +12,125   | 6º      | 10    |
| 7    | 24 | Simone Corsi        | Speed Up Racing            | Speed Up           | 25   | +12,217   | 15º     | 9     |
| 8    | 77 | Dominique Aegerter  | Kiefer Racing              | Suter MMX2         | 25   | +12,244   | 8º      | 8     |
| 9    | 11 | Sandro Cortese      | Dynavolt Intact GP         | Suter MMX2         | 25   | +12,475   | 13º     | 7     |
| 10   | 12 | Thomas Lüthi        | CarXpert Interwetten       | Kalex              | 25   | +12,605   | 10º     | 6     |
| 11   | 49 | Axel Pons           | RW Racing GP               | Kalex              | 25   | +12,971   | 14º     | 5     |
| 12   | 42 | Francesco Bagnaia   | SKY Racing Team VR46       | Kalex              | 25   | +20,887   | 17º     | 4     |
| 13   | 62 | Stefano Manzi       | SKY Racing Team VR46       | Kalex              | 25   | +28,821   | 21º     | 3     |
| 14   | 7  | Lorenzo Baldassarri | Forward Racing             | Kalex              | 25   | +31,214   | 19º     | 2     |
| 15   | 87 | Remy Gardner        | Tech 3 Racing              | Tech 3 Mistral 610 | 25   | +34,678   | 16º     | 1     |
| 16   | 55 | Hafizh Syahrin      | Petronas Raceline Malaysia | Kalex              | 25   | +34,911   | 23º     |       |
| 17   | 37 | Augusto Fernández   | Speed Up Racing            | Speed Up           | 25   | +35,694   | 24º     |       |
| 18   | 45 | Tetsuta Nagashima   | Teluru SAG                 | Kalex              | 25   | +56,487   | 27º     |       |
| 19   | 32 | Isaac Viñales       | BE-A-VIP SAG               | Kalex              | 25   | +56,528   | 25º     |       |
| 20   | 27 | Iker Lecuona        | Garage Plus Interwetten    | Kalex              | 25   | +56,55    | 26º     |       |
| 21   | 89 | Khairul Idham Pawi  | Idemitsu Honda Team Asia   | Kalex              | 25   | +57,548   | 28º     |       |
| 22   | 6  | Tarran Mackenzie    | Kiefer Racing              | Suter MMX2         | 25   | +1'01.191 | 29º     |       |
| 23   | 10 | Luca Marini         | Forward Racing             | Kalex              | 25   | +1'39.824 | 30º     |       |

### Ritirati
| Nº | Pilota           | Squadra                  | Motocicletta | Giri | Griglia |
| -- | ---------------- | ------------------------ | ------------ | ---- | ------- |
| 30 | Takaaki Nakagami | Idemitsu Honda Team Asia | Kalex        | 23   | 7º      |
| 57 | Edgar Pons       | Pons HP40                | Kalex        | 23   | 22º     |
| 40 | Fabio Quartararo | Pons HP40                | Kalex        | 5    | 20º     |
| 5  | Andrea Locatelli | Italtrans Racing         | Kalex        | 2    | 11º     |
| 9  | Jorge Navarro    | Federal Oil Gresini      | Kalex        | 2    | 18º     |
| 23 | Marcel Schrötter | Dynavolt Intact GP       | Suter MMX2   | 1    | 2º      |
| 54 | Mattia Pasini    | Italtrans Racing         | Kalex        | 1    | 1º      |

## Moto3
La gara della classe di minor cilindrata era stata prevista sulla lunghezza maggiore ma, a causa di un temporale improvviso, è stata interrotta al 17º giro senza essere poi ripresa. La classifica finale è stata pertanto quella del 15º giro e ha visto la nona vittoria stagionale del pilota spagnolo Joan Mir che ha potuto così anche festeggiare con due gare di anticipo la conquista del titolo iridato piloti.

### Arrivati al traguardo
| Pos. | Nº | Pilota                 | Squadra                    | Motocicletta   | Giri | Tempo     | Griglia | Punti |
| ---- | -- | ---------------------- | -------------------------- | -------------- | ---- | --------- | ------- | ----- |
| 1    | 36 | Joan Mir               | Leopard Racing             | Honda NSF250R  | 15   | 24'51.490 | 3º      | 25    |
| 2    | 11 | Livio Loi              | Leopard Racing             | Honda NSF250R  | 15   | +0,351    | 21º     | 20    |
| 3    | 88 | Jorge Martín           | Del Conca Gresini          | Honda NSF250R  | 15   | +0,359    | 1º      | 16    |
| 4    | 19 | Gabriel Rodrigo        | RBA BOE Racing             | KTM RC 250 GP  | 15   | +0,388    | 2º      | 13    |
| 5    | 33 | Enea Bastianini        | Estrella Galicia 0,0       | Honda NSF250R  | 15   | +0,408    | 9º      | 11    |
| 6    | 5  | Romano Fenati          | Marinelli Rivacold Snipers | Honda NSF250R  | 15   | +0,808    | 5º      | 10    |
| 7    | 71 | Ayumu Sasaki           | SIC Racing                 | Honda NSF250R  | 15   | +0,834    | 17º     | 9     |
| 8    | 7  | Adam Norrodin          | SIC Racing                 | Honda NSF250R  | 15   | +1,291    | 22º     | 8     |
| 9    | 24 | Tatsuki Suzuki         | SIC58 Squadra Corse        | Honda NSF250R  | 15   | +3,648    | 10º     | 7     |
| 10   | 48 | Lorenzo Dalla Porta    | Aspar Mahindra             | Mahindra MGP3O | 15   | +4,005    | 14º     | 6     |
| 11   | 8  | Nicolò Bulega          | SKY Racing Team VR46       | KTM RC 250 GP  | 15   | +4,036    | 23º     | 5     |
| 12   | 84 | Jakub Kornfeil         | Peugeot MC Saxoprint       | Peugeot        | 15   | +4,085    | 20º     | 4     |
| 13   | 65 | Philipp Öttl           | Südmetall Schedl GP Racing | KTM RC 250 GP  | 15   | +4,251    | 13º     | 3     |
| 14   | 16 | Andrea Migno           | SKY Racing Team VR46       | KTM RC 250 GP  | 15   | +6,004    | 26º     | 2     |
| 15   | 96 | Manuel Pagliani        | CIP                        | Mahindra MGP3O | 15   | +6,54     | 7º      | 1     |
| 16   | 64 | Bo Bendsneyder         | Red Bull KTM Ajo           | KTM RC 250 GP  | 15   | +19,418   | 19º     |       |
| 17   | 41 | Nakarin Atiratphuvapat | Honda Team Asia            | Honda NSF250R  | 15   | +25,293   | 28º     |       |
| 18   | 14 | Tony Arbolino          | SIC58 Squadra Corse        | Honda NSF250R  | 15   | +40,8     | 24º     |       |
| 19   | 6  | María Herrera          | Aspar Mahindra             | Mahindra MGP3O | 15   | +40,858   | 27º     |       |
| 20   | 27 | Kaito Toba             | Honda Team Asia            | Honda NSF250R  | 15   | +43,698   | 30º     |       |
| 21   | 42 | Marcos Ramírez         | Platinum Bay Real Estate   | KTM RC 250 GP  | 15   | +1'38.853 | 16º     |       |
| 22   | 70 | Tom Toparis            | Cube Racing                | KTM RC 250 GP  | 14   | +1 giro   | 31º     |       |
| 23   | 58 | Juanfran Guevara       | RBA BOE Racing             | KTM RC 250 GP  | 14   | +1 giro   | 4º      |       |
| 24   | 40 | Darryn Binder          | Platinum Bay Real Estate   | KTM RC 250 GP  | 12   | +3 giri   | 18º     |       |

### Non classificato
| Nº | Pilota     | Squadra              | Motocicletta  | Giri | Griglia |
| -- | ---------- | -------------------- | ------------- | ---- | ------- |
| 44 | Arón Canet | Estrella Galicia 0,0 | Honda NSF250R | 10   | 8º      |

### Ritirati
| Nº | Pilota                | Squadra                    | Motocicletta   | Giri | Griglia |
| -- | --------------------- | -------------------------- | -------------- | ---- | ------- |
| 4  | Patrik Pulkkinen      | Peugeot MC Saxoprint       | Peugeot        | 9    | 29º     |
| 12 | Marco Bezzecchi       | CIP                        | Mahindra MGP3O | 7    | 12º     |
| 95 | Jules Danilo          | Marinelli Rivacold Snipers | Honda NSF250R  | 5    | 6º      |
| 21 | Fabio Di Giannantonio | Del Conca Gresini          | Honda NSF250R  | 4    | 11º     |
| 23 | Niccolò Antonelli     | Red Bull KTM Ajo           | KTM RC 250 GP  | 1    | 15º     |
| 17 | John McPhee           | British Talent             | Honda NSF250R  | 0    | 25º     |